# Zoe Sherar
Zoe Sherar (* 7. November 1999 in Toronto) ist eine kanadische Leichtathletin, die im Sprint antritt und sich auf die 400-Meter-Distanz spezialisiert hat.

## Sportliche Laufbahn
Erste internationale Erfahrungen sammelte Zoe Sherar im Jahr 2019, als sie bei der Sommer-Universiade in Neapel mit 52,4 s im Halbfinale über 400 Meter ausschied und mit der kanadischen 4-mal-400-Meter-Staffel in 3:34,62 min den fünften Platz belegte. Zudem wurde sie bei den World Relays in Yokohama in 3:18,15 min Zweite in der Mixed-Staffel. 2022 siegte sie in 23,55 s im 200-Meter-Lauf beim La Classique D’athlétisme De Montréal und im Juli belegte sie bei den Weltmeisterschaften in Eugene mit 3:25,18 min im Finale den vierten Platz in der 4-mal-400-Meter-Staffel. Im Jahr darauf wurde sie dann bei den Weltmeisterschaften in Budapest in 3:22,42 min erneut Vierte im Staffelbewerb. Bei den World Athletics Relays 2024 auf den Bahamas wurde sie in 3:25,17 min Dritte in der 4-mal-400-Meter-Staffel hinter dem Team aus den Niederlanden und den Vereinigten Staaten. Im August schied sie bei den Olympischen Sommerspielen in Paris mit 51,43 s in der Hoffnungsrunde über 400 Meter aus und belegte im Staffelbewerb in 3:22,01 min im Finale den sechsten Platz.
2024 wurde Sherar kanadische Meisterin im 400-Meter-Lauf.

## Persönliche Bestleistungen
- 200 Meter: 23,02 s (+0,7 m/s), 29. März 2024 in Gainesville
  - 200 Meter (Halle): 23,53 s, 11. Februar 2023 in Clemson
- 400 Meter: 50,79 s, 4. Juni 2024 in Guelph
  - 400 Meter (Halle): 52,50 s, 10. Februar 2023 in Clemson